# Stepas Butautas
Stepas Butautas (Kaunas, 25 agosto 1925 – Kaunas, 22 marzo 2001) è stato un cestista e allenatore di pallacanestro sovietico.
Era il padre di Ramūnas Butautas.

## Carriera
Con l'Unione Sovietica ha disputato i Giochi olimpici di Helsinki 1952 e tre edizioni dei Campionati europei (1947, 1951, 1953).

## Palmarès
- Campionato sovietico: 1

Žalgiris Kaunas: 1947